# 潛眠叛變
是一部2023年美國懸疑動作驚悚片，由勞勃·羅里葛茲執導並與馬克斯·博倫斯坦編劇，班·艾佛列克、艾莉絲·布拉加、J·D·帕爾多、哈拉·芬利、戴奧·奧柯奈伊、傑夫·法赫和威廉·費奇納主演。劇情講述一名偵探調查起一樁涉及自己失蹤女兒和秘密政府計劃的謎團。
電影2023年5月12日在美國上映。

## 演員
- 班·艾佛列克飾演丹尼爾·洛克（Daniel Rourke）
- 艾莉絲·布拉加飾演黛安娜·克魯茲（Diana Cruz）
- J·D·帕爾多飾演尼克斯（Nicks）
- 哈拉·芬利（英语：Hala Finley）飾演米妮（Minnie）
- 戴奧·奧柯奈伊（英语：Dayo Okeniyi）飾演里夫（River）
- 傑夫·法赫飾演卡爾（Carl）
- 傑基·厄爾·哈利飾演耶利米（Jeremiah）
- 威廉·費奇納飾演戴爾雷恩（Dellrayne）
- 贊恩·霍爾茨（英语：Zane Holtz）飾演托奧特（Trout）

## 製作
2018年11月，勞勃·羅里葛茲被確認執導本片，並與馬克斯·博倫斯坦一起為八號影業編寫劇本。2019年11月，據報導八號影業將與冬至製片室聯合製作。
2019年11月，宣布班·艾佛列克將出演電影。2021年5月，艾莉絲·布拉加加入演員陣容。2021年9月，哈拉·芬利加入演員陣容。據2021年10月的報導，戴奧·奧柯奈伊、威廉·費奇納和J·D·帕爾多加入了演員陣容。

### 拍攝
電影2021年9月20日在德克薩斯州奧斯汀開始主要拍攝，並於同年的11月19日結束。

## 發行
《潛眠叛變》起初由冬至製片室負責北美發行。據2023年3月的報導，在冬至製片室於2022年底關閉後，番茄醬娛樂（Ketchup Entertainment）接手發行權。2023年3月12日，電影的「半成品」剪輯版在西南偏南影展放映。同月，宣布定檔2023年5月12日在美國上映。

## 反響

### 評價
《潛眠叛變》在影評界的口碑以負面居多。電影在爛番茄網站上基於76篇影評，新鮮度37%，平均得分4.7／10；該網站共識：「《潛眠叛變》雖然並非缺乏新意可言，但這類笨拙的犯罪伎倆的下場通常只會令你感到困惑。」在Metacritic上，電影根據29位影評的打分而獲得53分（滿分100），代表「好壞兩極分化的評價」。

## 外部連結
- 互联网电影数据库（IMDb）上《潛眠叛變》的资料（英文）